# 20-ті до н. е.

## Події
- Римська імперія: 27 — початок правління імператора Октавіана Августа;